# Castorama

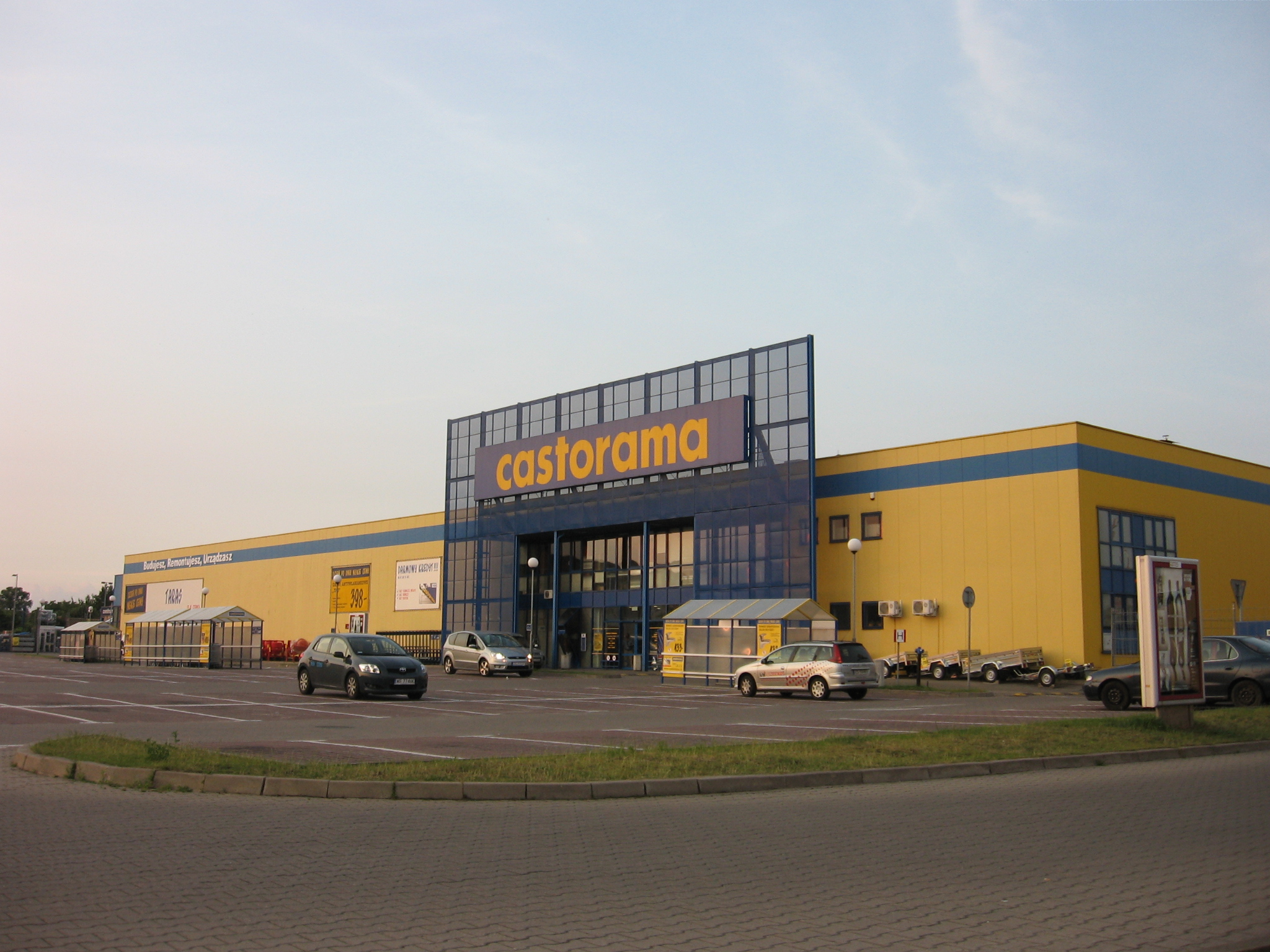
Castorama-Markt in Stettin, Polen

Castorama ist der Name einer ursprünglich aus Frankreich stammenden Baumarktkette mit Sitz in Templemars, Département Nord. Sie ist derzeit (Stand: 2016) in Frankreich, Polen und Russland präsent. Mittlerweile ist diese Kette eine Tochtergesellschaft des britischen Einzelhandelskonzerns Kingfisher.

## Geschichte
Christian Dubois gründete am 13. Juni 1969 das Unternehmen Castorama. Am selben Tag ist der erste Markt in Englos nahe der Stadt Lille eröffnet worden. Erst im Jahre 1971 wurde der Name als offizieller Markenname in das Handelsregister eingetragen. Im Jahre 1988 begann das Unternehmen international zu expandieren; zunächst in Italien, dann später in Deutschland, Polen und Russland. Die britische Baumarktkette B&Q, eine Tochtergesellschaft des britischen Einzelhandelskonzerns Kingfisher, übernahm im Jahr 1998 57,9 % der Anteile, so dass Kingfisher seitdem die Kontrolle über das Unternehmen hatte. Abgeschlossen wurde die Übernahme 2002, als schließlich 100 % der Anteile den Besitzer gewechselt hatten. Gleichzeitig schied zu dieser Zeit Christian Dubois, mittlerweile in den Aufsichtsrat gewechselt, aus der Firma ganz aus.

## Der Gründer
Christian Dubois wurde im November 1921 geboren. In den 1950er-Jahren startete er einige Handelsunternehmen in der Bau- und vor allem Do-it-yourself-Branche. Schließlich gründete er am 13. Juni 1969 „Castorama“ in Englos und ließ drei Jahre später den Firmennamen als Markennamen registrieren. Er führte das Unternehmen in der Mitte der 1980er-Jahre zum Marktführer in Frankreich. Mit 71 Jahren, im Jahre 1992, wechselte er vom Präsidium des Unternehmens in den Aufsichtsrat. Zehn Jahre später, 2002, verließ er die Firma vollständig, zeitgleich mit der Übernahme von 100 % der Firma durch Kingfisher. Er starb am 20. Januar 2005 im Alter von 83 Jahren.

## Castorama in Deutschland
Im Jahre 1990 war Castorama in Deutschland gegründet worden, 1992 wurde der erste Markt eröffnet.
Im April 2002 wurde in Deutschland der Name Castorama in Casto Depot umgewandelt. Alle sechs Baumärkte wurden von Grund auf umgebaut. Ziel war es, mit möglichst wenig Mitteln das Unternehmen rentabler zu machen, was aber nicht gelang.
Am 31. Juli 2003 kam das Aus für alle Casto-Depot-Märkte in Deutschland. Betroffen waren die Standorte in Castrop-Rauxel, Kamen, Wildau bei Berlin, Koblenz, Regensburg, Chemnitz und Kassel. Der Eigentümer Kingfisher hatte im Dezember 2002 beschlossen, dass sich Casto Depot aus dem deutschen Raum zurückziehen wird. Es wurde ein Sozialplan ausgearbeitet und allen Mitarbeitern gekündigt. Davon waren rund 350 Mitarbeiter der sechs Baumärkte sowie etwa 40 Beschäftigte der Zentrale in Liederbach am Taunus betroffen.

## Castorama in Frankreich
Frankreich ist das Land, in dem die Kette ihre Wurzeln hat, denn dort hat im Jahre 1969 der erste Markt eröffnet. In 103 Filialen sind 11.320 Mitarbeiter beschäftigt, davon 53 % im Verkauf (Stand: Januar 2015).

## Castorama in Italien
Castorama war seit 1988 in Italien vertreten. Im Jahre 2008 jedoch hat sich die britische Kingfisher plc von ihrer italienischen Tochter Castorama getrennt. Sie wurde an die italienische Groupe Adeo S.A. für 440 Mill. Brit. Pfund (560 Mio. Euro) verkauft, wobei diese Summe noch eine erfolgsabhängige Komponente enthält. Zum Zeitpunkt des Verkaufs ging es dabei um 31 Niederlassungen und 2.200 beschäftigte Mitarbeiter.

## Castorama in Polen

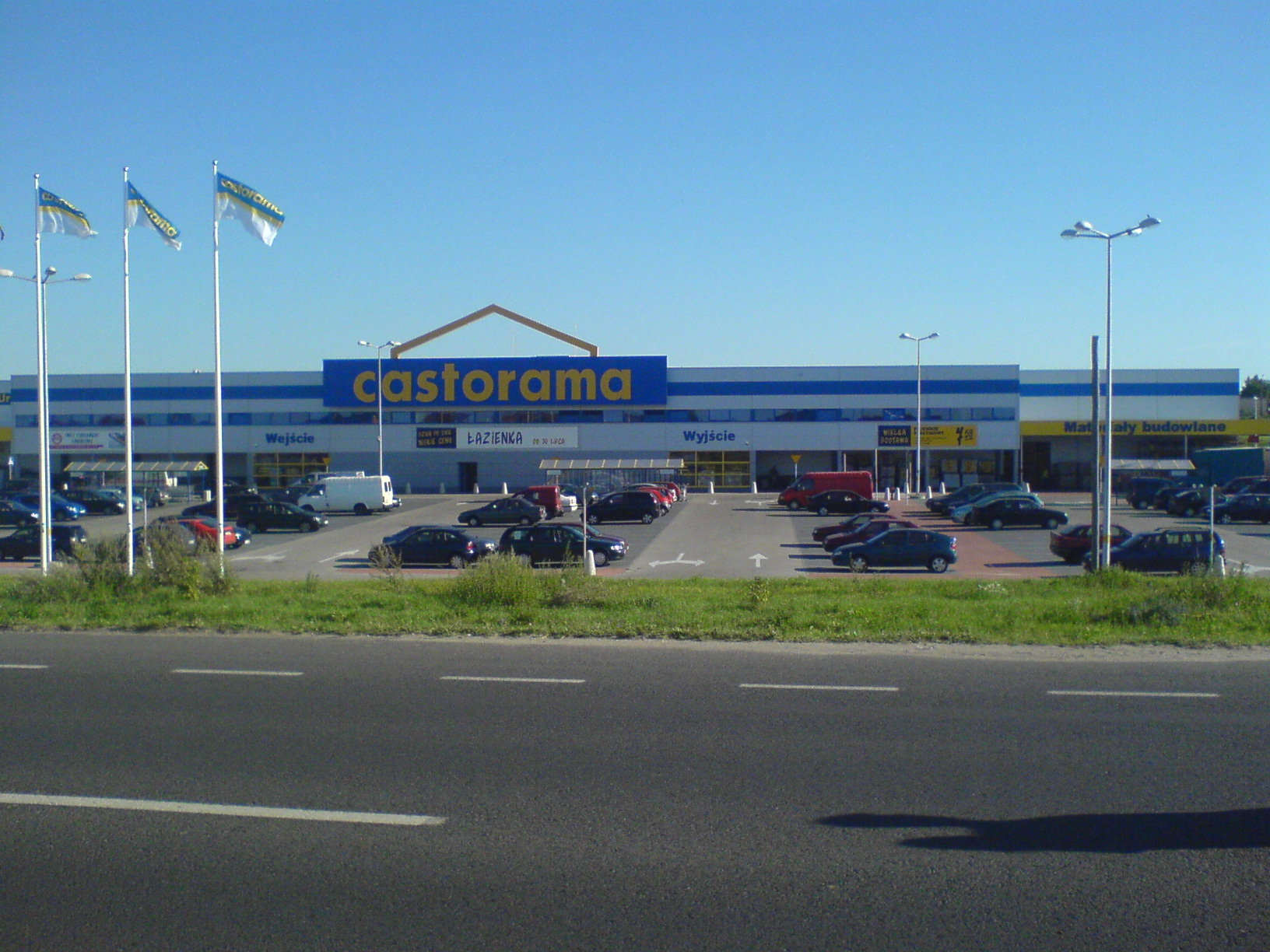
Castorama in Glogau, Polen

Castorama hat im Jahre 1994 seine polnische Dependance gegründet. Drei Jahre später – 1997 – wurde der erste Markt in Warschau eröffnet. In den folgenden Jahren wurden noch weitere Märkte eröffnet.
Laut eigenen Angaben ist Castorama Marktführer in Polen. In 74 Märkten sind 10.166 Angestellte beschäftigt (Stand: Januar 2015).

## Castorama in Russland
Seit 2004 gibt es die Marke „Castorama“ auch in Russland. Die ersten Märkte eröffneten im Jahre 2006 in Samara und St. Petersburg. Es folgten ein weiterer Markt in St. Petersburg sowie die Märkte in Moskau und Rostow-na-Donu (2007); Omsk und Krasnodar (2008); sowie Togliatti, Woronesch, Krasnodar, Moskau und Nischni Nowgorod (2009). Die neuesten Filialen stehen in Perm und Ufa (seit 2010). Castorama beschäftigt 2.300 Mitarbeiter in Russland (Stand: Januar 2011).

## Sponsoring
Von 1990 bis 1995 war Castorama Sponsor eines Radsportteams.

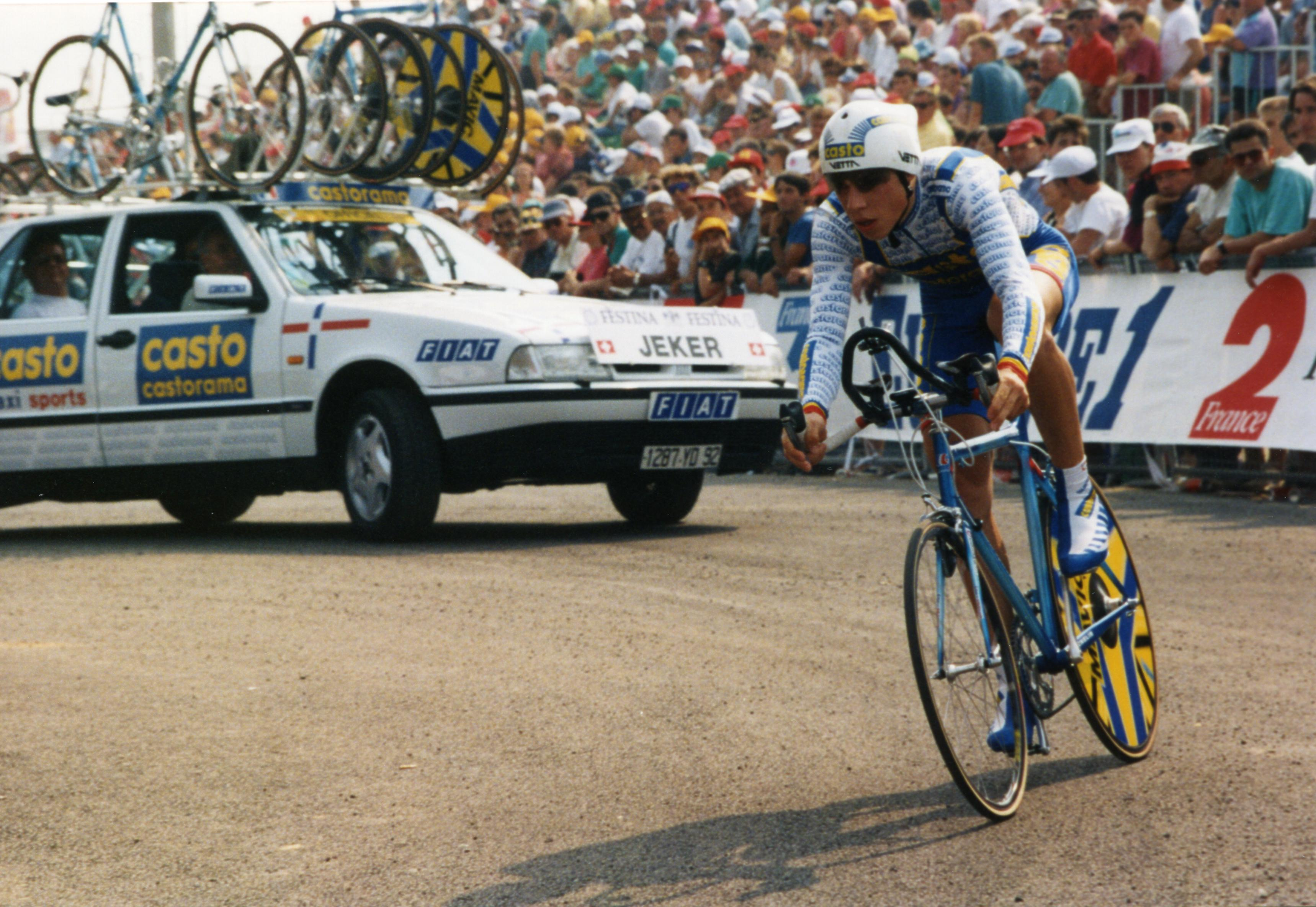
Fabian Jeker für Castorama, 1993

Die Daten im Einzelnen:
| Jahr | Teamname                       | Teamleiter                                       | Fahrräder von                 | Einzelnachweis |
| ---- | ------------------------------ | ------------------------------------------------ | ----------------------------- | -------------- |
| 1990 | Castorama                      | Cyrille Guimard, Jacques Cadiou, Bernard Quilfen | Raleigh                       | [ 7 ]          |
| 1991 | Castorama – Raleigh            | Bernard Quilfen, Pascal Dubois                   | Raleigh                       | [ 8 ]          |
| 1992 | Castorama                      | Cyrille Guimard, Bernard Quilfen, Pascal Dubois  | Cyrille Guimard               | [ 9 ]          |
| 1992 | Castorama – Sodime             |                                                  |                               | [ 10 ]         |
| 1992 | Sodime – Eurodinox – Castorama |                                                  |                               | [ 11 ]         |
| 1993 | Castorama                      | Cyrille Guimard, Bernard Quilfen, Pascal Dubois  | Maxi Sports / Cyrille Guimard | [ 12 ]         |
| 1994 | Castorama                      | Bernard Quilfen, Pascal Dubois                   | Maxi Sports / Cyrille Guimard | [ 13 ]         |
| 1994 | V.C. Lyon – Castorama-Cramer   |                                                  |                               | [ 14 ]         |
| 1995 | Castorama                      | Jean-René Bernaudeau, Bernard Quilfen            | Maxi Sports / Cyrille Guimard | [ 15 ]         |